# هاموند (لويزيانا)
هاموند (بالإنجليزية: Hammond, Louisiana)، هي أكبر مدينة في مقاطعة تانجيباها بولاية لويزيانا، الولايات المتحدة الأمريكية، تقع على بُعد 45 ميلاً (72 كيلومترًا) شرق مدينة باتون روج و45 ميلاً (72 كيلومترًا) شمال غرب مدينة نيو أورلينز. بلغ عدد سكانها 20,019 نسمة حسب تعداد الولايات المتحدة لعام 2010، وارتفع إلى 21,359 وفقًا لتقديرات برنامج السكان لعام 2020.
تُعد هاموند موطنًا لجامعة جنوب شرق لويزيانا، وهي المدينة الرئيسية في المنطقة الحضرية الإحصائية لهاموند، والتي تشمل جميع أنحاء مقاطعة تانجيباها، وتُعتبر جزءًا من المنطقة الإحصائية المدمجة باتون روج–هاموند.

## معرض صور

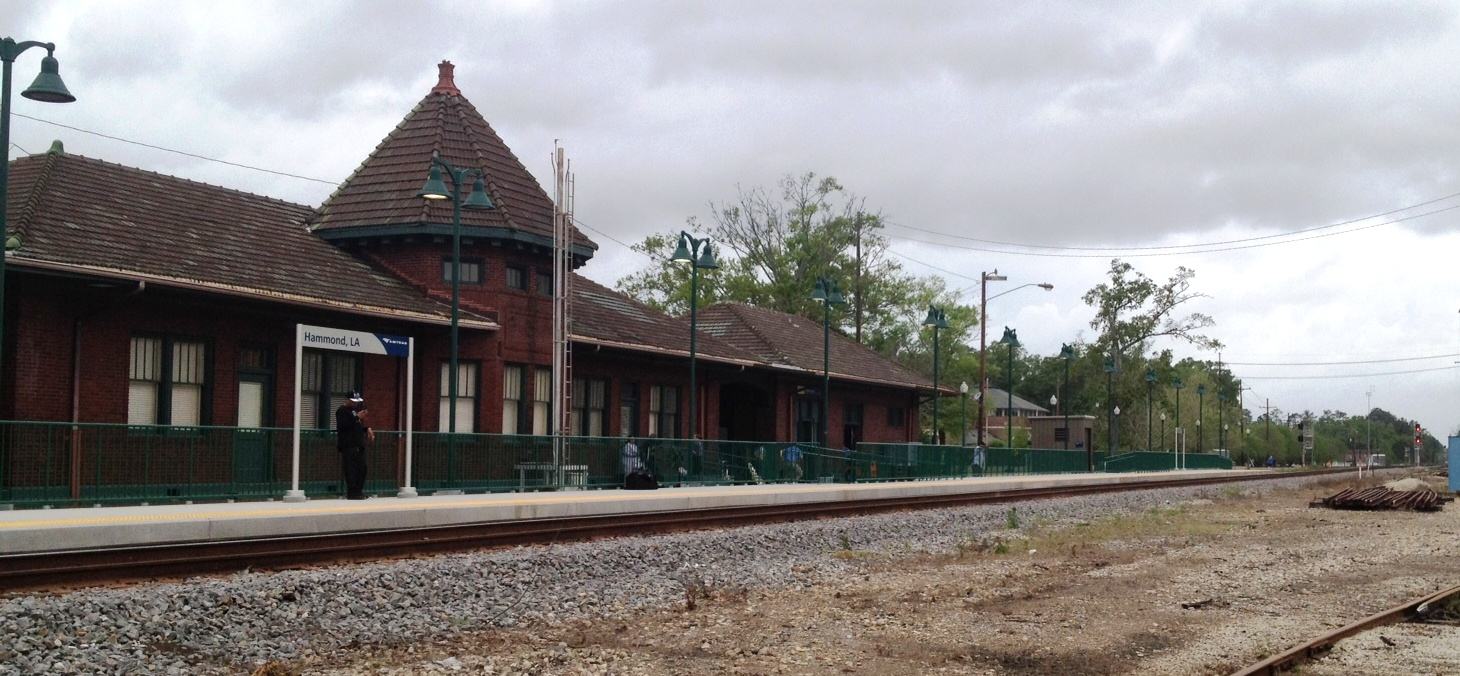
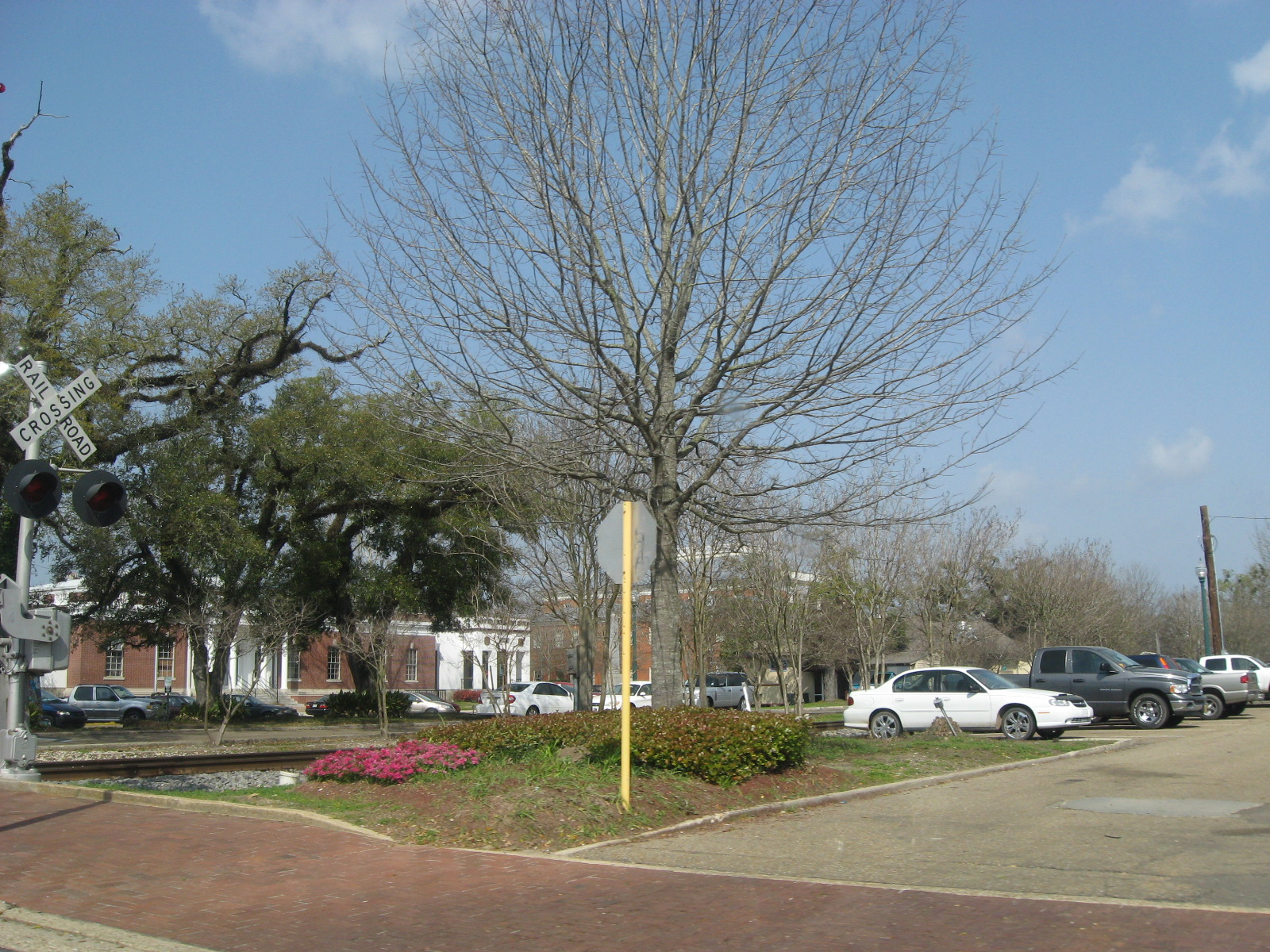
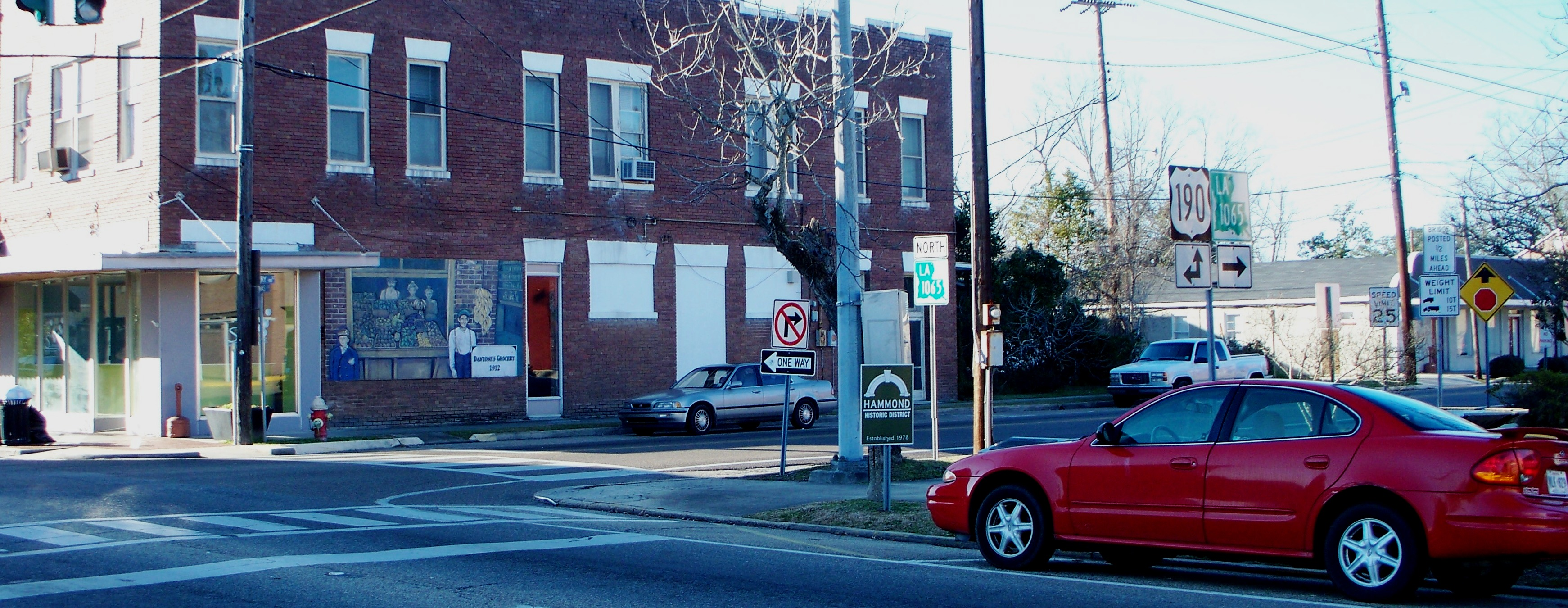
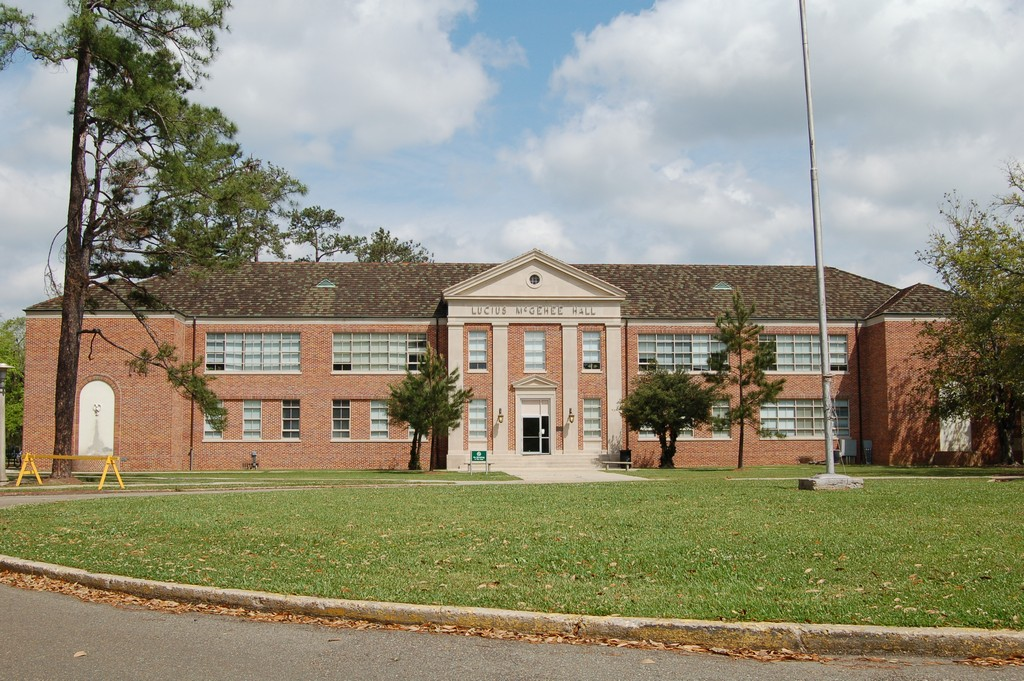

## أعلام
- جيمس ويلكوكس
- براد ديفيس
- لاري تشيستر
- تشارلي ريتش
- ستيف بف
- لويد ستوفال